# North Tower van het World Trade Center
De North Tower van het World Trade Center, het originele One World Trade Center of WTC 1, was een wolkenkrabber op het Austin J. Tobin Plaza in de wijk World Trade Center van Lower Manhattan in de Amerikaanse stad New York. Het One World Trade Center was met een hoogte van 417 meter het hoogste bouwwerk ter wereld van 1972 tot 1973.
Met de South Tower, het Two World Trade Center, stond de North Tower bekend als Twin Tower van het originele World Trade Center door architect Minoru Yamasaki – gebouwd tussen 1966 en 1987. De North Tower werd voltooid in 1972, enkele maanden eerder dan de South Tower. Hij was herkenbaar aan een ruim 110 meter hoge radio-en televisieantenne en was eigendom van de Port Authority of New York and New Jersey tot zijn verwoesting bij de aanslagen op 11 september 2001 nadat het gekaapte verkeersvliegtuig American Airlines-vlucht 11 de toren was ingevlogen.
Sfeer bij fontein aan plein van beeldhouwer Fritz Koenig, dat de aanslagen overleefde en sinds 2017 in Liberty Park te bezichtigen is, stond naast de torens op Austin J. Tobin Plaza – naar de voormalige Port Authority-directeur.

## Geschiedenis

### Bouw en ontwerp

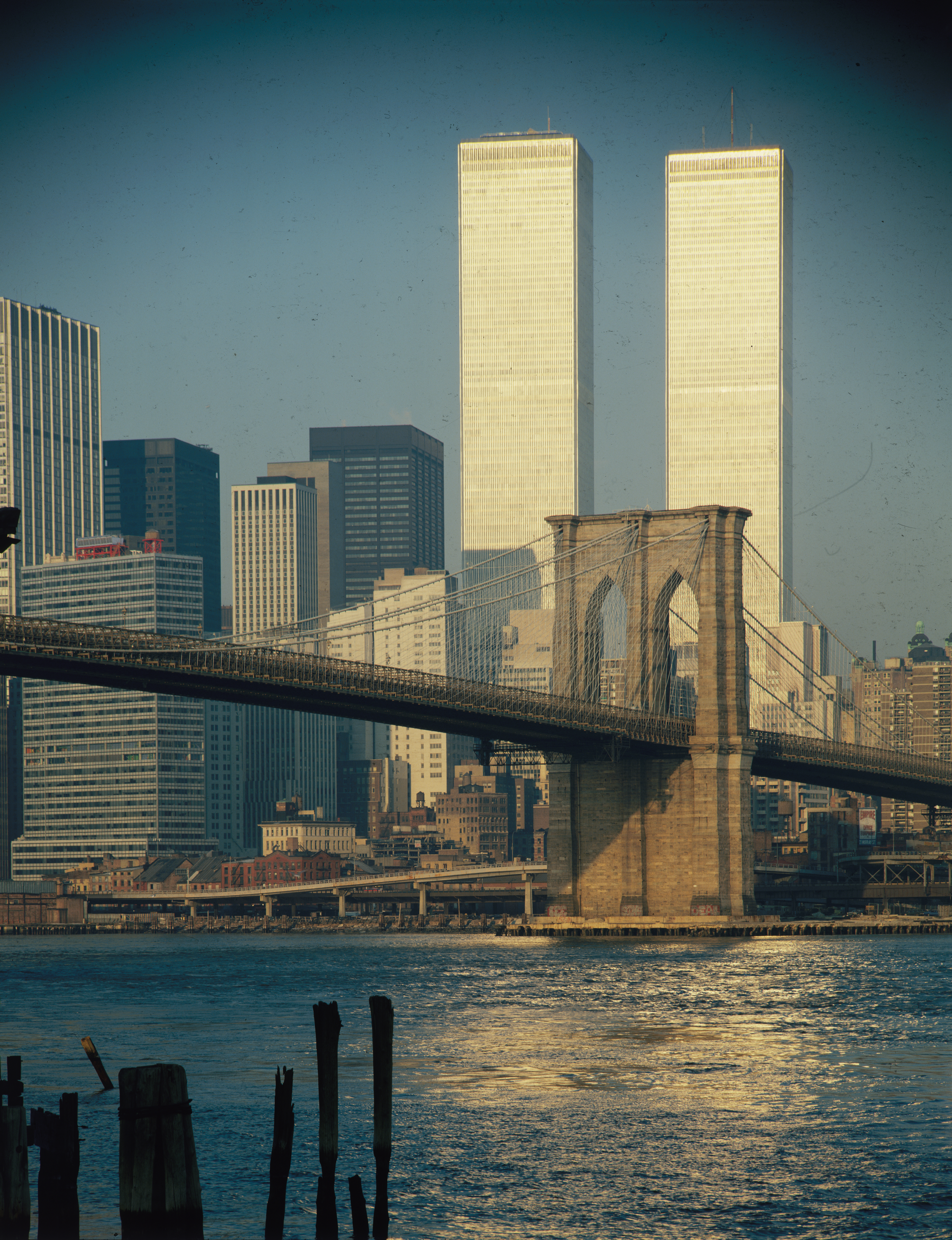
Twin Towers en Brooklyn Bridge in 1973. North Tower rechts (zonder de karakteristieke antenne).

Het originele One World Trade Center, met curtain walls (de façades/buitenmuren) van aluminium, was gelegen aan West Street (tot en met 1982 langs de verhoogde Miller Highway) en werd als eerste voltooid in 1972.
Daar ze werd geconfronteerd met de moeilijkheid om tot ongekende hoogte te bouwen, gebruikte de ingenieursfirma van ir. Leslie E. Robertson (LERA) een innovatief constructiemodel: dicht bij elkaar staande stalen kolommen met een vloersysteem (de berucht geworden "floor trusses" of vloerspanten) die zich uitstrekten tot aan de centrale kern van de toren.
De stalen kolommen, afgewerkt met de zilverkleurige legering aluminium, waren 45 cm breed en stonden slechts 55 cm uit elkaar, waardoor het leek alsof de toren(s) geen ramen had(den). Ook uniek voor het technische ontwerp was het liftsysteem van de expressliften en skylobby's. De toren bestond uit 99 liften en 16 trappenhuizen (Zie World Trade Center (1973-2001)#Liftsysteem). De opening was op 4 april 1973.
Het originele One World Trade Center telde 110 verdiepingen en stootte het Empire State Building van de troon als het hoogste bouwwerk ter wereld. Het moest deze titel in 1973 afstaan aan de Sears Tower in Chicago. Het One World Trade Center bleef evenwel het hoogste gebouw van New York tot zijn verwoesting (zie onder). Hierdoor nam het Empire State Building de prestigieuze titel over die het binnen de stad aan het One World Trade Center was verloren.
In 1979 werd een 110 meter hoge antenne op het One World Trade Center geplaatst ter vervanging van een lager, gedateerder exemplaar. Het One World Trade Centers totaal van 110 verdiepingen bleef meer dan dertig jaar een gedeeld record met het Two World Trade Center (zelfs na de verwoesting van beide gebouwen). Het record werd medio jaren 2000 verbroken door de Burj Khalifa in Dubai, die voltooid werd in 2010.
De naam 'North Tower' (Nederlands: Noordertoren, maar in berichtgeving na zijn verwoesting werd ook gesproken van noordelijke toren) is een conventionele naam geworden waarmee men het voormalige One World Trade Center aanduidt, refererend aan zijn topografische ligging ten opzichte van het Two World Trade Center, de South Tower, in het complex. Het One World Trade Center stond als het ware noordwestelijk van het Two World Trade Center, die twee meter lager was en waarvan de bouw iets later van start ging, en het dichtst bij de rivier Hudson (ten oosten van de rivier).
Internationaal begon men het One World Trade Center veel meer 'North Tower' te noemen wegens de media-aandacht na zijn verwoesting (zie onder). Buiten de Verenigde Staten werden beide torens voor hun verwoesting veeleer als één geheel genoemd, als 'het World Trade Center' of als 'de Twin Towers'. Wegens de aanslagen op 11 september 2001 werd elders in de wereld plots veel meer het onderscheid gemaakt. Overige benamingen waren 'One World Trade' en 'Tower One'.
Het One World Trade Center, de North Tower, dat met een hoogte van 417 meter twee meter boven zijn identieke tegenhanger 'uittorende', was verder gemakkelijk te onderscheiden van het Two World Trade Center vanwege de 110,7 meter hoge radio-en televisieantenne op het dak. De representatieve antenne van het One World Trade Center werd op het gebouw geplaatst in 1979. Inclusief antenne was de toren 526,7 meter hoog (1.728 voet).
Het adres was One World Trade Center en de toren had omwille van zijn omvang een eigen ZIP-code, 10048. Tussen de 106e en 107e verdieping bevond zich het driesterrenrestaurant Windows on the World.

### Bomaanslag
Op 26 februari 1993 werd een autobom tot ontploffing gebracht in de kelder van het One World Trade Center. Al Qaeda-terroristen detoneerden 's middags een vrachtauto in een ondergrondse parkeergarage. Zes mensen lieten daarbij het leven. De bedoeling van de terroristen van Al Qaeda was om de funderingen van het One World Trade Center, de North Tower, te verzwakken teneinde de toren te laten omvallen tegen het Two World Trade Center, de South Tower. Dat plan is op grote schaal mislukt, maar men richtte desondanks een enorme ravage aan. Zo moest het Marriott World Trade Center, het Three World Trade Center, grondig worden gerenoveerd. Al Qaeda sloeg acht jaar na deze aanslag opnieuw toe in het World Trade Center en ditmaal met destructievere gevolgen en een hogere dodentol.

### Aanslagen op 11 september 2001

North Tower voor aanslag South Tower
Explosie na impact van UA 175
Oostelijke façade (detail)
North Tower staat alleen (noorden)
North Tower staat alleen (naderbij)[7]

De North Tower werd net als de South Tower verwoest bij de terroristische aanslagen op 11 september 2001. Het One World Trade Center was het eerste van de beroemde Twin Towers dat werd geraakt door het gekaapte passagiersvliegtuig American Airlines-vlucht 11 om 8:46 uur lokale tijd, maar was het tweede dat instortte om 10:28 uur (16:28 uur Midden-Europese Tijd).
Op het ogenblik van de vliegtuigcrash waren geen camera's van nieuwszenders stationair. Evenwel bestaan er unieke, toevallige beelden gemaakt door de kunstenaar Wolfgang Staehle, de Tsjechische immigrant Pavel Hláva en de Franse documentairemakers Jules en Gédéon Naudet. De broers volgden een brandweerkorps, maar belandden in de aanslagen (documentaire "9/11").
De crash beschadigde de centrale kern van de toren ernstig. De North Tower stootte een gigantische rookpluim uit die door een noordoostenwind over Lower Manhattan zuidoostwaarts werd gedragen. Aangezien het vliegtuig de centrale kern van de toren geheel had doordrongen konden branden zich verspreiden over de hele omtrek, met als resultaat deze enorme rookpluim.
De instorting van de South Tower, te wijten aan verlies van vloeren, heeft de toren (naar alle waarschijnlijkheid) verder verzwakt. Branden woedden heviger en verspreidden zich aan een strak tempo. Uiteindelijk bezweek de centrale kern ten zuiden van de North Tower. De toren had al minutenlang naar het zuiden toe 'geleund'. De omgeving rondom de toren was wegens de instorting van de South Tower minder bevolkt en ontruiming van de North Tower was veertig minuten aan de gang.
De instorting van de North Tower van het World Trade Center vernietigde; (1) het Six World Trade Center; (2) het Marriott World Trade Center; (3) beschadigde het 7 World Trade Center (ernstig); (4) beschadigde het Five World Trade Center; (5) beschadigde omliggende gebouwen zoals het Verizon Building, het Two World Financial Center en Three World Financial Center (matig).
De toren werd na dertien jaar vervangen door het huidige One World Trade Center, dat op 3 november 2014 werd geopend als hoofdgebouw van het nieuwe World Trade Center. De duizenden slachtoffers van de aanslag worden geëerd in het National September 11 Memorial & Museum door middel van een voetafdruk of grondvlak van de North Tower, met daarop de namen van de slachtoffers en eeuwig stromende watervallen.
Even ten noorden van de plaats waar de voormalige North Tower jarenlang heeft gestaan, staat nu het nieuwe One World Trade Center en daartussen werd een verlenging van Fulton Street aangebracht. Voorheen was die plek, noordelijk gelegen van het grondvlak van de North Tower, de locatie van het Six World Trade Center. (zie hier)

## Lijst van huurders op9/11
Onderstaande huurderslijst werd samengesteld uit een oorspronkelijke lijst van de CoStar Group, een aanbieder van commerciële vastgoedinformatie, en werd gepubliceerd door nieuwszender CNN. Verdiepingen die werden getroffen door American Airlines-vlucht 11 worden in het  rood  weergegeven. Door impact beïnvloede verdiepingen werden vet en cursief geplaatst.
Niemand kon ontsnappen uit de 92e verdieping, hoewel intact en gelegen onder de impactzone. Verschillende telefoontjes werden opgenomen van de werknemers van Carr Futures, een huurder op de 92e verdieping. De werknemers meldden dat de trappenhuizen en liftschachten waren ingestort. De 92e verdieping was enigszins rookvrij en daarom hebben de meeste werknemers de aanslag overleefd tot de instorting van de North Tower om 10:28 uur.
Vlak voor de ineenstorting meldden de werknemers dat het gebouw "krakend" was. De laatste oproep werd geregistreerd om 10:26 uur vanuit een kantoor op de 92e verdieping.
| Verdieping   | Bedrijf |
| ------------ | --- |
| 110          | Radio-en televisieapparatuur |
| 109          | Technische ruimte |
| 108          | Technische ruimte |
| 107          | Windows on the World |
| 106          | Windows on the World Bloomberg Risk Waters Group |
| 105          | Cantor Fitzgerald |
| 104          | Cantor Fitzgerald |
| 103          | Cantor Fitzgerald |
| 102          | Cantor Fitzgerald Alliance Consulting Group The Nishi-Nippon Bank Limited PaineWebber Kidder Peabody & Co. |
| 101          | Cantor Fitzgerald Boomer Esiason |
| 100          | Marsh & McLennan Companies |
| 99           | Marsh & McLennan Companies |
| 98           | Marsh & McLennan Companies |
| 97           | Marsh & McLennan Companies |
| 96           | Marsh & McLennan Companies |
| 95           | Marsh & McLennan Companies |
| 94           | Marsh & McLennan Companies |
| 93           | Marsh & McLennan Companies |
| 92           | Lower Manhattan Culture Council (LMCC) Carr Futures |
| 91           | American Bureau of Shipping Cedel International |
| 90           | Clearstream American TCC International Group Pass Consulting Corporation Chugoku Bank |
| 89           | Barcley Dwyer, Bayview Services LLC, CIIC Group (US), Cosmos Services America, Daehan International, Drinker Biddle & Reath, MetLife, Mutual International Forwarding, Strategic Communications Group, Wai Gao Qiao USA, Wall Street Planning Association, Banco LatinoAmericano de Exportaciones Sud America, Italian Wine & Food Institute, Jun He Law Offices, Majestic Star Yacht Chartering, Tokyo Securities Company |
| 88           | Savills North America Viking Sea Freight WTC Construction Manager |
| 87           | May Davis Group Bank of Kinki Okasan Securities Thor Technologies |
| 86           | Savills North America, Asiatic Chemical, Society of Satellite Professionals International |
| 85           | SMW Trading Corporation, Thermo Electron, Chicago Investment Group, Hyakugo Bank, Ohrenstein & Brown |
| 84           | Bright China Capital, David Peterson Law Offices, LG Securities America, San-In Godo International Bank, Unicom Capital Advisors, Blue Star Line North America |
| 83           | Axcelera, General Telecommunications, eMeritus Communications, Lava Trading LLC, Network Plus, Global Crossings Holdings, Ameson Education and Culture Exchange Foundation, Taipei Bank, Toho Bank, Wako Securities America |
| 82           | New York Metropolitan Transportation Council DMJM Harris |
| 81           | Bank of America, Blue Star Line North America, Network Plus, New Continental Enterprises |
| 80           | Agricor Commodities Corporation, Intrust Investment Realty, Noga Commodities Overseas, Noga Hotels New York, Shizuoka Bank, RLI Insurance Company, Bank of Yokohama, Zenshinren Bank, TheBeast.com |
| 79           | Daynard & Van Thunen Company, First Liberty Investment Group, Nikko Securities, Okato Shoji Company International, Securant Technologies, Iyo Bank |
| 78           | Skylobby, Avenir, Baltic Oil Corporation, Cedar Capital Management Associates, Cheng Cheng Enterprises Holdings, Geiger & Geiger, Hyundai Motor Company, International Trade Centre, Korea Local Authorities Foundation for International Relations, Meridian Ventures Holdings, Pacrim Trading & Shipping, Phink Path, Traders Access Center, Atinav Avenue, Korea Local Government Center, Partner Reinsurance Company, Thai Farmers Bank, Verona Fair Organization US Representative |
| 77           | Hal Roth Agency, Jun He Law Offices, Martin Progressive LLC, New-ey International Corporation, World Trade Centers Association, Alliance Continuing Care Network, Kuhne & Nagel, Partner Reinsurance Company |
| 76           | Technische ruimte |
| 75           | Technische ruimte |
| 74           | Morgan Stanley |
| 73           | Port Authority of New York and New Jersey Morgan Stanley |
| 72           | Morgan Stanley |
| 71           | Morgan Stanley |
| 70           | Morgan Stanley |
| 69           | Morgan Stanley |
| 68           | Morgan Stanley |
| 67           | World Trade Institute, Port Authority of New York and New Jersey |
| 66           | Port Authority of New York and New Jersey |
| 65           | Boeing, Morgan Stanley |
| 64           | Port Authority of New York and New Jersey, Morgan Stanley |
| 63           | Morgan Stanley, Airport Access Program |
| 62           | Morgan Stanley |
| 61           | Morgan Stanley |
| 60           | Asahi Bank, Morgan Stanley |
| 59           | Sidley Austin Brown & Wood, Morgan Stanley |
| 58           | Sidley Austin Brown & Wood |
| 57           | Sidley Austin Brown & Wood |
| 56           | Sidley Austin Brown & Wood |
| 55           | Pace University, World Trade Institute of Pace University, Benchmark Hospitality at Pace University |
| 54           | Sidley Austin Brown & Wood |
| 53           | American International Group, Bank of Taiwan, Bramax Manufacturing Corporation, China Resource Products USA, Keenan, Powers, & Andrews, LoCurto & Funk Inc., National Nydegger Transport Corporation, Pacrim Trading & Shipping, Pure Energy Corporation, Broadview Networks, French Embassy Financial Services, JACOM Corporation, TripleHop Technologies |
| 52           | Gayer, Shyu & Wiesel, Hill, Betts & Nash, Howly (US) Corporation, Leeds & Morrelli, Okasan Securities, RGL Gallagher PC, Williams Capital Group, Bramax Manufacturing Corporation, Temenos USA Wholesalers, Unifacemanu International |
| 51           | AT&T, C&P Press, Chilean Government Trade Bureau, Chilean National Petroleum Company, Chilean Production Promotion Center, Chilean Trading Corporation, TradeWeb LLC |
| 50           | Dai-Ichi Kangyo Trust Company of New York, DKB Securities Corporation |
| 49           | Dai-Ichi Kangyo Trust Company of New York, Dai-Ichi Kangyo Bank, Overseas Union Bank, Pacific American Corporation |
| 48           | Dai-Ichi Kangyo Trust Company of New York Dai-Ichi Kangyo Bank |
| 47           | ADERLY-USA, Adjusters International, American TCC International Group, Inc., ClearForest Corporation, First Union Securities, G.Z. Stephens, Inc., Pacific American Corporation, Quint Amasis LLC, Rollins Accounting, Tejas Securities Group, Inc., W.J. Export Import, Inc. |
| 46           | Alegra International, American Sino Trade Development Council, ASTDC, Auspic International Technology & Trade Group Co., Inc., Auto Imperial, Bank of Yokohama, Beyondbond, Inc., Bluesky Technologies Inc., Ceylon Shipping Corporation, Charles P. Chan, CPA, China U.S. Net Group, Inc., Consolidated Steelex Corporation, Dahao U.S.A. Corporation, China Inter-Ocean Transportation, Hitachi Software Engineering America Limited, Interglobe Communications, J&X Tan's Trading Co., Johnson & Johnson, Kading Companies S.A., KISCO Corporation (USA), Port Authority of New York & New Jersey, R.S. Property, Shandong Resources Inc., Shipping Services Italia, Sinopec USA, Inc., Smartcomm Group, Inc., Sri Larkan Travel, Inc., Strategic Alliance International Group, Suggested Open Systems, Suntendy America, Inc., T&T Enterprises International, Inc., Teleport Investment Management LLC, Thomas D. Mangione Limited, Tradeway, Inc., ViewTrade Group, World Imperial Realty Corporation, World News & Media Group, Inc., Yong Ren America Inc. |
| 45           | American Lota International, Bramax Manufacturing Corporation, China Construction America, Dunavant Commodity Corporation, Fertitta Enterprises, F.E. Wallace & Co., HS Futures LP, Hyundai Motor Company, Pure Energy Corporation, Security Traders Association, Software Research Associates America, Streamline Capital, BAO Hercules, Ching Fong Investment Company New York, Johnson Enterprises, SRA America, S. Stern Custom Brokers |
| 44           | Skylobby, Skydive restaurant, MetLife, Morgan Stanley, New York Society of Security Analysts, Market Technicians Association, Port Authority of New York and New Jersey |
| 43           | Port Authority of New York and New Jersey |
| 42           | Technische ruimte |
| 41           | Technische ruimte |
| 40           | Lehman Brothers Commerzbank |
| 39           | Lehman Brothers, Cultural Institutions Retirement Systems, First Liberty Investment Group, Overseas Union Bank, Xcel Federal Credit Union, Tai Fook Securities, Circle International, Sun Hung Kai Securities |
| 38           | Lehman Brothers, Regional Alliance for Small Contractors, Turner Construction Company, GSW & Associates, GW Finance Corporation |
| 37           | Commodity Futures Trading Commission, Thaïse overheid, S. Stern Custom Brokers, Thai Board of Investment, Thai Office of the Economic Counselor, Thai Trade Center, Port Authority of New York and New Jersey |
| 36           | Kemper Corporation |
| 35           | Kemper Corporation Anne Pope Law Offices |
| 34           | Thaïse ambassade, Port Authority of New York and New Jersey, Thaïs ministerie van Toerisme |
| 33           | Berel & Mullen, China Daily Distribution Corporation, Data Transmission Network Corporation, Hu Tong International Company, Koudis International, MANAA Trading Group, MIS Service Company, Rachel & Associates, Serko & Simon, Golden King USA, American Bright Signs, China United Trading Corporation, Excel Shipping, Korean Associates Securities, Rohde & Liesenfeld, Lunham & Reeve, Inc. |
| 32           | Chang Hwa Bank, Rohde & Liesenfeld, Koudis International |
| 31           | Port Authority of New York and New Jersey, Empire Health Choice, EmpireBlue |
| 30           | — |
| 29           | China Patent and Trademark Agent USA, World Travel, Seth Shipping Corporation, Taipei Bank, ZimAmerican Israeli Shipping Company |
| 28           | Port Authority of New York & New Jersey, Empire Health Choice, EmpireBlue |
| 27           | Bangkok Metropolitan Bank, Anthem, Empire Health Choice, EmpireBlue, Sinopec USA, Inc. |
| 26           | Garban Intercapital |
| 25           | Garban Intercapital, R.H. Wrightson & Associates, Cote d'Ivore Embassy Commercial Counselor, EXCO USA International, Harold I. Pepper Company |
| 24           | Empire Health Choice, EmpireBlue, Port Authority of New York & New Jersey, Dominican Republic Export Promotion Center, Electric Paper Inc., RN Forwarding |
| 23           | Empire Health Choice EmpireBlue |
| 22           | Security Command Center, Cheng Xiang Trading USA, Chicago Board Options Exchange Corporation, G.C. Services, Gold Sky Inc., Kaiser Overseas, Karoon Capital Management, MLU Investment, Pluto Commodities, P. Wolfe Investments, Tai Fook Securities, The SCPIE Companies, Unicom Capital Advisors, AMROC International Company, Central Trust of China, China Steel, New York Metropolitan Transportation Council, SySoft e-Business Lab |
| 21           | Avesta Computer Services, Continental Logistics, Dongwon Securities Company, Friends Ivory & Sime, Friends Villas Fischer Trust, Infotech Commercial Systems, Law Offices of Roman V. Popik, Lief International, Tower Computer Services, United Seamen's Service (USS-AMMLA), 1 Stop Investment Advice, Brauner International Corporation, Cat Technology Inc., Wired Cat, J.D. Smith Customs Broker, Marc Commodities, Regional Alliance for Small Contractors, United Hercules |
| 20           | Empire Health Choice, EmpireBlue, Rohde & Liesenfeld |
| 19           | Port Authority of New York and New Jersey, Adams McFarlane LLC (NexxtHealth), Excel Shipping, HZ Bernstein Air Freight, Empire Health Choice, EmpireBlue |
| 18           | Neovest I/B/E/S International Inc. |
| 17           | American Broadcasting Company, Masterpiece International, Nippon Express USA, Empire Health Choice, EmpireBlue, ZimAmerican Israeli Shipping Company |
| 16           | California Bank & Trust, Seven Star Lines, ZimAmerican Israeli Shipping Company, Ramon International Insurance Brokers |
| 15           | Landmark Education Corporation, Continental Forwarding, Gringsby Brandford & Co., H.W. Robinson & Co. |
| 14           | Instinet, Dun & Bradstreet, Port Authority of New York and New Jersey, Aeolian Shipping Company, C. Allen & Co., Hirshbach & Smith, VanderGrift Forwarding |
| 13           | Instinet |
| 12           | Bank of America, Lafayette Shipping Company, Instinet |
| 11           | Bank of America, Porcella Vicini & Co., Primark Decision Economics, Raymond James & Associates, Allstate Insurance Company, Tes USA |
| 10           | Bank of America, Export Import Service, Hauser Air Corporation |
| 9            | Bank of America Foreign Credit Insurance Association |
| 8            | Technische ruimte |
| 7            | Technische ruimte |
| 6            | — |
| 5            | Gayer, Shyu & Wiesel |
| 4            | Geiger & Geiger |
| 3            | Port Authority of New York and New Jersey, LG Insurance Company, W.R. Hambrecht |
| 2            | — |
| lobby        | Avis, Delta Air Lines, Olympia Airport Express, Trans World Airlines, Continental Airlines, Continental Enterprises, Citibank |
| gelijkvloers | The Mall at the World Trade Center |

## Galerij

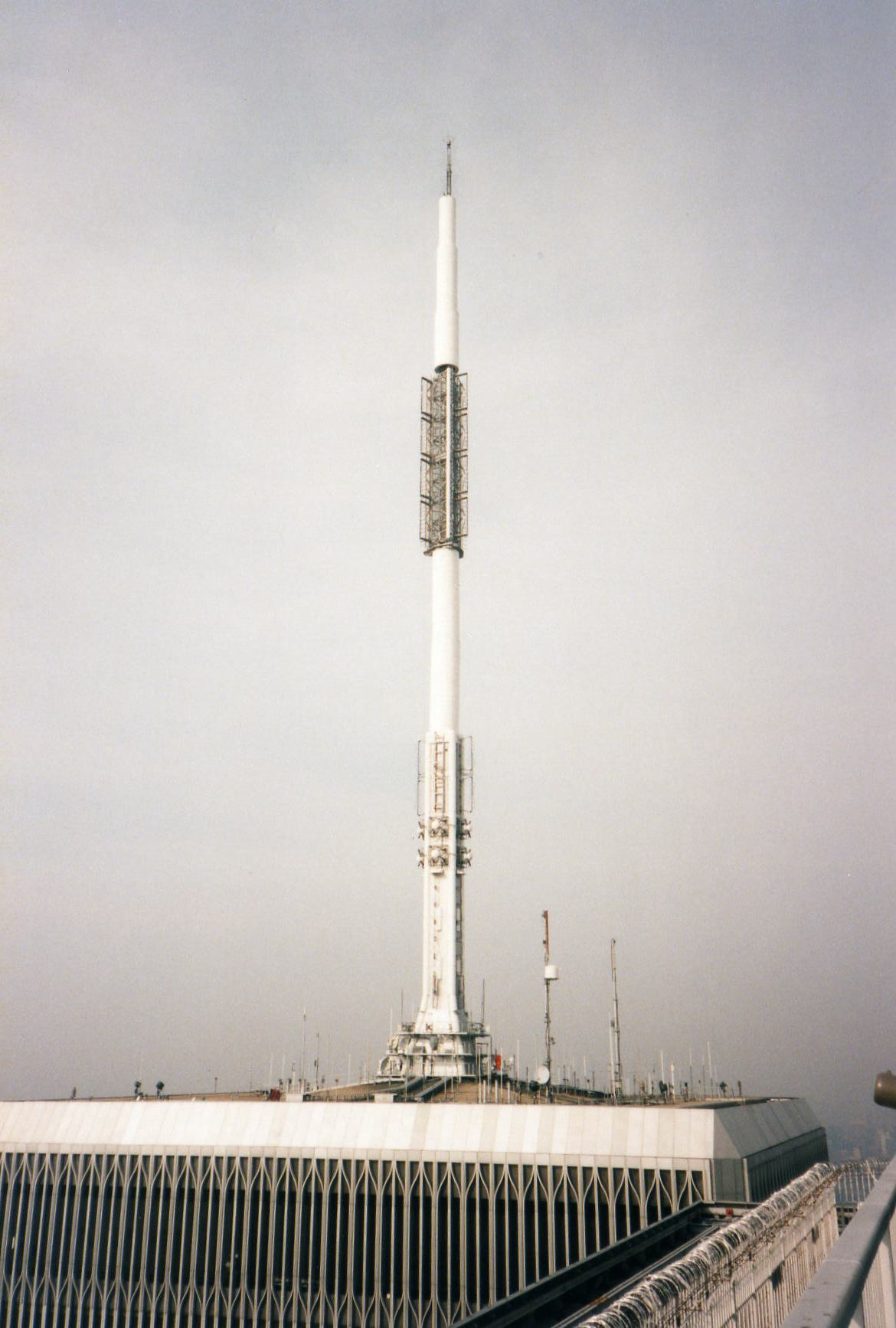
North Tower, antenne, gezien vanaf de South Tower, maart 1998
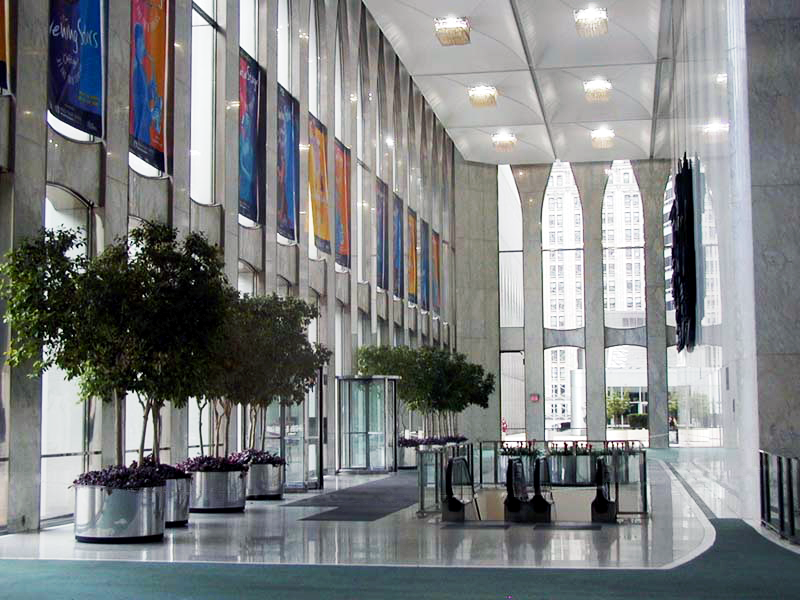
North Tower, lobby oostelijke façade met roltrap naar The Mall at the World Trade Center, augustus 2000
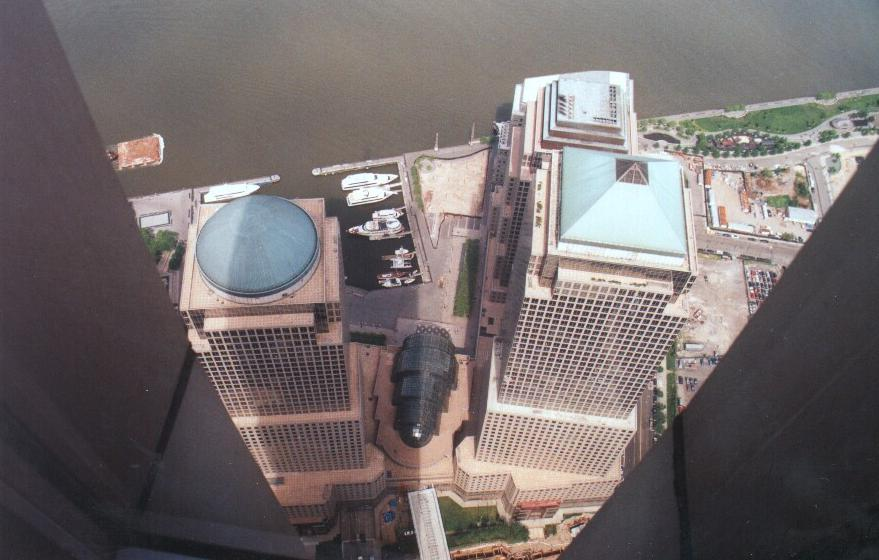
World Financial Center vanuit de North Tower, situatie na 1997
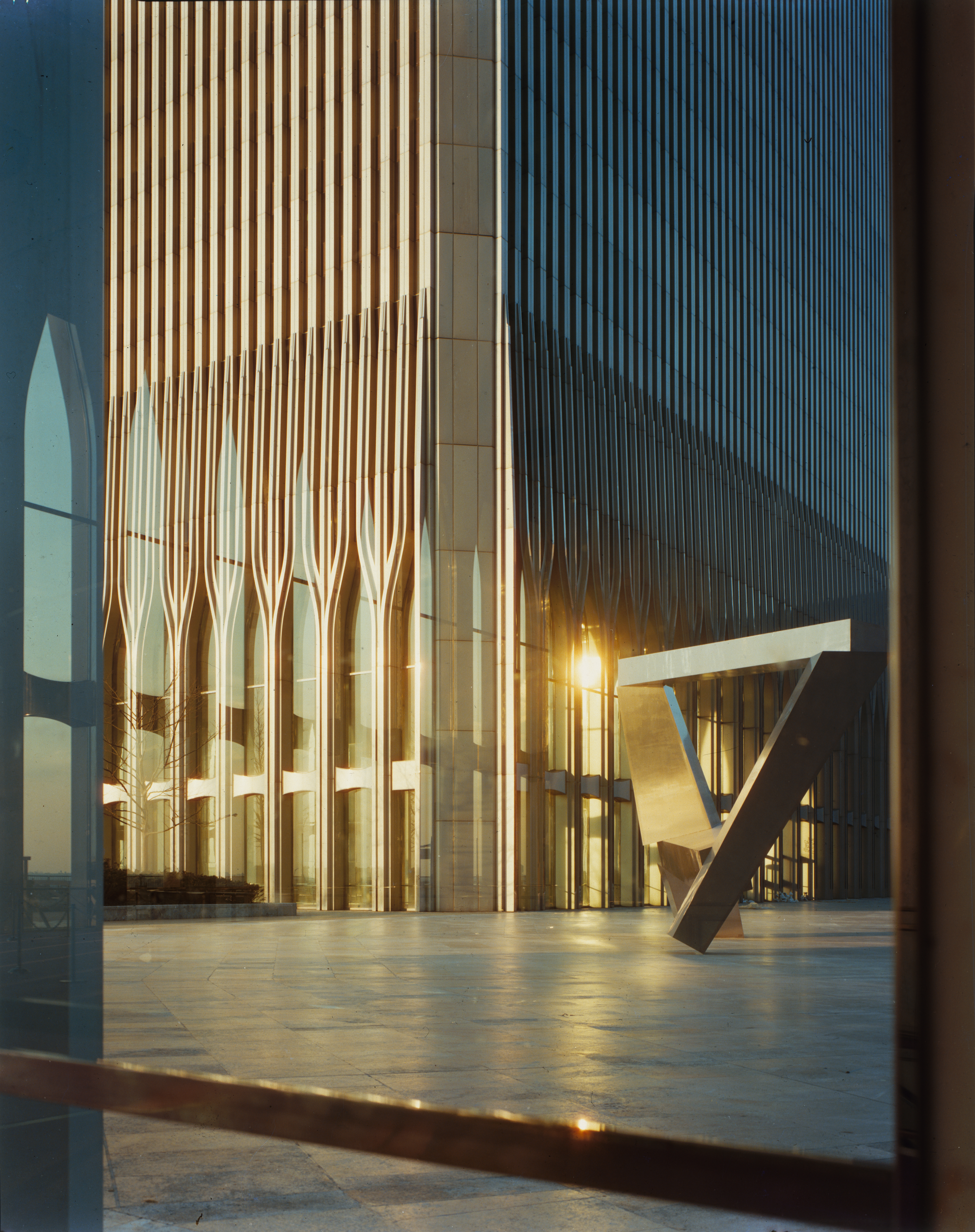
Ideogram (rechts) met het One World Trade Center (North Tower), gezien vanuit het Two World Trade Center (South Tower), 1976
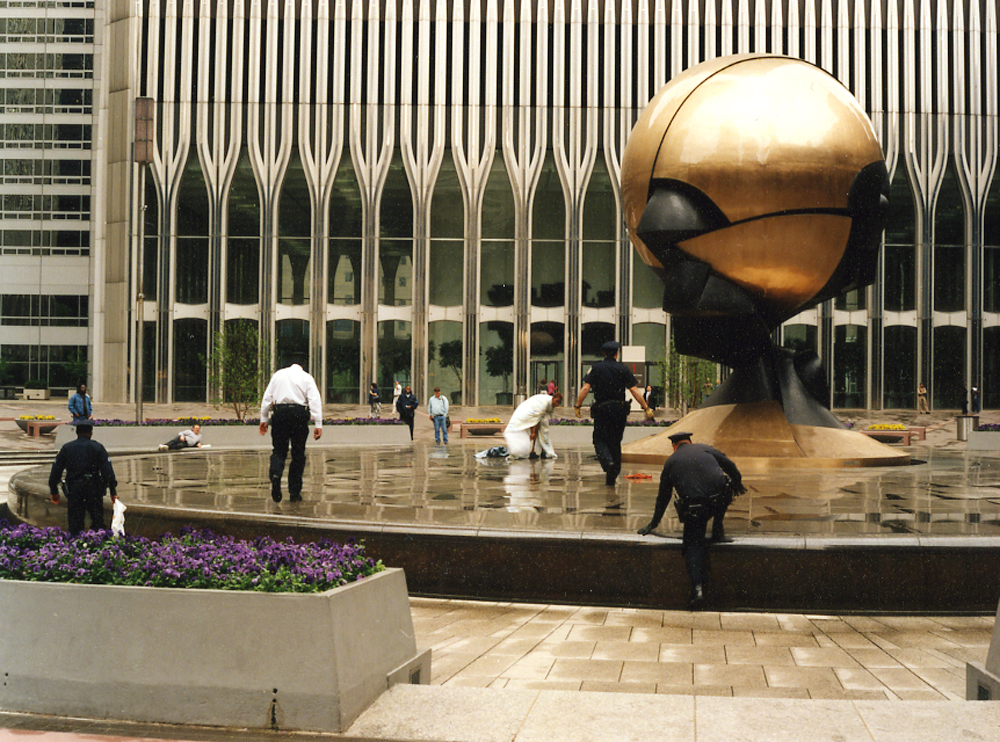
The Sphere (Sfeer bij fontein aan plein)